# Pseudomenopon concretum
Pseudomenopon concretum är en insektsart som först beskrevs av Piaget 1880.  Pseudomenopon concretum ingår i släktet Pseudomenopon och familjen spolätare. Inga underarter finns listade i Catalogue of Life.